# Stanisław Zenowicz (zm. 1672)
Stanisław Zenowicz (Despot-Zenowicz, Zienowicz), (ok. 1610–1672) – leśniczy wilkijski (1646), podsędek wiłkomierski od 1653 r., podkomorzy wiłkomierski od 1661 r., poseł na sejm (1665), kasztelan nowogródzki od 1671 roku, dworzanin królewski w 1652 roku.
Na sejmie nadzwyczajnym 1652 roku wyznaczony z Koła Poselskiego komisarzem do zapłaty wojsku Wielkiego Księstwa Litewskiego. Na sejmie 1653 roku wyznaczony z Koła Poselskiego komisarzem do zapłaty wojsku Wielkiego Księstwa Litewskiego. Był uczestnikiem antyszwedzkiej konfederacji powiatów: wiłkomierskiego, kowieńskiego i upickiego podczas pospolitego ruszenia w Kiejdanach 16 grudnia 1656 roku.  Poseł sejmiku smoleńskiego na sejm 1655 roku, poseł sejmiku wendeńskiego na sejm 1658 roku, poseł sejmiku wiłkomierskiego na sejm 1665, 1666 (I) roku. Poseł na sejm konwokacyjny 1668 roku z powiatu wiłkomierskiego. Był członkiem konfederacji generalnej zawiązanej 5 listopada 1668 roku na tym sejmie.